# Pterozetes novazealandicus
Pterozetes novazealandicus är en kvalsterart som beskrevs av Hammer 1966. Pterozetes novazealandicus ingår i släktet Pterozetes och familjen Eutegaeidae. Inga underarter finns listade i Catalogue of Life.